# Fogyasztói többlet

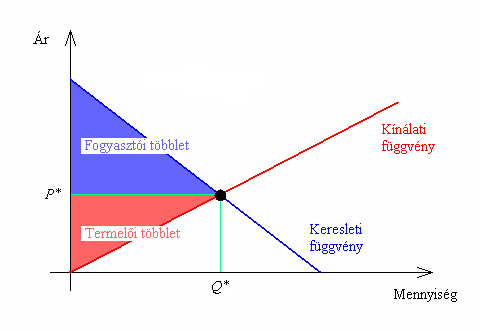
Fogyasztói és termelői többlet egy jószág piacán

A fogyasztói többlet a mikroökonómiában fontos fogalom. Egy jószág megvásárlásakor fellépő nettó fogyasztói többlet – vagy egyszerűen fogyasztói többlet – annak a maximális pénzösszegnek, amit a vásárló (fogyasztó) a jószágért még éppen hajlandó megfizetni, valamint a jószág tényleges vételárának a különbsége. A fogyasztói többlet tehát pénzben fejezi ki azt a „többletet”, „hasznot”, amit a fogyasztó nyer a jószág megvásárlásával.
Definiálható bruttó fogyasztói többlet is: ez a jószágért adandó maximális pénzösszeggel, vagyis a nettó fogyasztói többlet és a vételár összegével egyenlő. A bruttó fogyasztói többletet rezervációs árnak is nevezzük.
Ha a vizsgált jószág mennyisége folytonos, akkor egy egyén nettó fogyasztói többlete nem más, mint a keresleti függvénye alatti terület a piaci ártól (P*) az első megvásárolt jószágegység rezervációs áráig ({\displaystyle {\bar {p}}\,}) – vagyis a keresleti görbének az ártengellyel vett metszetéig. Határozott integrál formájában:
Az összpiaci fogyasztói többlet az egyéni többletek egyszerű összegeként adódik, amit ugyanakkor a piaci keresleti függvény integráljaként is kifejezhetünk. {\displaystyle {\bar {P}}\,} a vevők első jószágegységre jutó rezervációs árai közül a legnagyobb.
A nettó fogyasztói többlet definíciójából következik, hogy a fogyasztó ezt a pénzösszeget (vagy ennél kevesebbet) még hajlandó kifizetni az általa választott jószágért akkor is, ha cserébe nem kap semmilyen ellenszolgáltatást. Ezért a jószág eladójának nyilvánvalóan érdeke, hogy a „normális vételáron” túl a fogyasztói többlet minél nagyobb részét vagy egészét is megszerezze. Erre különböző technikák állnak rendelkezésére, mint például az, hogy a jószág egyes egységeinek különböző árat állapít meg; ez a jelenség az úgynevezett árdiszkrimináció.